# Le Prisonnier récalcitrant (film, 1961)
Pour plus de détails, voir Fiche technique et Distribution.
Le Prisonnier récalcitrant (Very Important Person) est un film britannique réalisé par Ken Annakin, sorti en 1961.

## Synopsis
Sir Ernest Pease, un célèbre scientifique, est invité lors d'une émission de télévision à raconter ce qui lui est arrivé lors de la guerre.
Sous une fausse identité, il fait partie de l'équipage d'un bombardier comme officier de relations publiques, son but réel étant de se rendre compte de la façon dont son invention pourrait être utilisée dans des conditions réelles. Malheureusement l'avion est touché et il doit sauter en parachute. il se retrouve alors dans un camp de prisonniers comme officier de la RAF.
Son attitude et sa connaissance de l'allemand font qu'il est d'abord suspecté d'être un espion par les autres prisonniers. Mais un ordre codé de Winston Churchill en personne arrive au camp, insistant sur le fait qu'il faut aider à son évasion. Pease a un plan, se déguiser avec deux autres prisonniers en médecins de la Croix-Rouge.

## Fiche technique
- Titre original : Very Important Person ou V.I.P.
- Titre français : Le Prisonnier récalcitrant
- Titre américain : A Coming-out Party
- Réalisation : Ken Annakin
- Scénario : Jack Davies, Henry Blyth
- Direction artistique : Harry Pottle
- Costumes : Morris Angel
- Photographie : Ernest Steward
- Son : John W. Mitchell
- Montage : Ralph Sheldon
- Musique : Reg Owen
- Production : Julian Wintle, Leslie Parkyn
- Société de production : Independent Artists
- Société de distribution : Rank Film Distributors
- Pays d'origine :  Royaume-Uni
- Langue originale : anglais
- Format : Noir et blanc — 35 mm — 1,66:1 — son mono
- Genre : Comédie
- Durée : 98 minutes
- Dates de sortie : 
  - Royaume-Uni : 25 avril 1961
  - France : 16 février 1962
- Affiche : Jean Mascii (France)

## Distribution
- James Robertson Justice : Sir Ernest Pease, alias Lieutenant Farrow
- Archie Duncan : Le capitaine écossais
- Leslie Phillips : Jimmy Cooper
- Stanley Baxter : "Jock" Everett / Commandant Stampfel
- Eric Sykes : Willoughby
- Richard Wattis : Woodcock
- Godfrey Winn (en) : lui-même
- Colin Gordon : Briggs
- John Le Mesurier : Piggott
- Norman Bird : Travers
- Jeremy Lloyd : "Bonzo" Baines